# Gaildorf
Gaildorf (pronunciación en alemán: /ˈɡaɪ̯ldɔʁf/ⓘ) es una ciudad alemana perteneciente al distrito de Schwäbisch Hall de Baden-Wurtemberg.

## Localización
Se ubica a orillas del río Kocher, junto a la línea de ferrocarril que une Stuttgart con Núremberg, unos 10 km al sur de Schwäbisch Hall.

## Historia
Se conoce la existencia de la localidad desde 1255. En 1404 el rey Roberto le concedió el título de ciudad y los derechos de mercado. Estuvo vinculada históricamente a los condes de Waldeck-Limpurg, incorporándose en 1806 al reino de Wurtemberg. Entre 1971 y 1974 se amplió el territorio de la ciudad con la incorporación de los hasta entonces municipios de Ottendorf, Unterrot y Eutendorf.

## Demografía
A 31 de diciembre de 2017 tiene 12 093 habitantes.